# Преагональний стан
Преагональний стан (преагонія) — термінальний стан, що передує агонії, характеризується розвитком загальмованості у вищих відділах ЦНС та сплутаністю свідомості.
Термінальний стан — стан між життям і смертю, критичний рівень розладу життєдіяльності з різким зниженням АТ, глибоким порушенням газообміну і метаболізму.

## Клінічні прояви
Преагональний стан — етап вмирання, в ході якого поступово, у порядку спадання порушуються функції кірково‑підкіркових і верхньостовбурових відділів головного мозку; спочатку розвиваються тахікардія й тахіпное, потім брадикардія та брадипное. АТ прогресивно знижується нижче критичного рівня (80—60 мм рт. ст.). Спочатку може відзначатися загальне рухове збудження, що має рефлекторну природу; воно розвивається до появи ознак енергетичного дефіциту мозку й відображає дію захисних механізмів. Його біологічне значення полягає у спробі вивести організм із загрозливої ситуації. Після фази збудження розвиваються порушення свідомості та гіпоксична кома.
Потім розвивається термінальна пауза — стан, який триває 1—4 хв: дихання припиняється, розвивається брадикардія, іноді асистолія, зникають реакції зіниць на світло, корнеальний та інші стовбурні рефлекси, зіниці розширюються.
Апное має тимчасовий характер та може тривати від декількох секунд до 3—4 хвилин. Вважають, що при зростаючої гіпоксії головного мозку різко посилюється активність блукаючого нерва — звідси апное.
При вмиранні в стані глибокого наркозу, при ураженні електричним струмом термінальна пауза відсутня.

## Агонія
Після закінчення термінальної паузи розвивається агонія — етап вмирання, що характеризується активністю бульбарних відділів мозку. Однією з клінічних ознак агонії є термінальне (агональне) дихання з характерними нечастими короткими, глибокими судомними дихальними рухами, іноді за участю кістякових м'язів. Дихальні рухи можуть бути і слабкими, низької амплітуди. В обох випадках ефективність зовнішнього дихання знижена. Агонія, що завершується останнім вдихом або останнім скороченням серця, переходить у клінічну смерть.

## Клінічна смерть
При раптовій зупинці серця агональні вдихи можуть тривати кілька хвилин на фоні відсутнього кровообігу. Клінічна смерть — оборотний етап умирання. На цьому етапі при зовнішніх ознаках смерті організму (відсутність серцевих скорочень, самостійного дихання і будь-яких нервово‑рефлекторних реакцій на зовнішні впливи) зберігається потенційна можливість відновлення його життєвих функцій за допомогою методів реанімації.
У стані клінічної смерті на ЕКГ реєструються або повне зникнення комплексів, або фібрилярні осциляції з частотою й амплітудою, що поступово зменшуються, моно‑ і біполярні комплекси з відсутністю диференціювання між початковою (зубці QRS) і кінцевою (зубець Т) частинами. У клінічній практиці при раптовій смерті в умовах нормальної температури тіла тривалість стану клінічної смерті визначають терміном від зупинки серця до відновлення його діяльності, хоча в цей період проводилися реанімаційні заходи для підтримки кровообігу в організмі. Якщо ці заходи було розпочато вчасно і вони виявилися ефективними (висновок про що роблять за появою пульсації на сонних артеріях), терміном клінічної смерті слід вважати час між зупинкою кровообігу і початком реанімації.
Згідно із сучасними даними повне відновлення функцій організму, в тому числі і вищої нервової діяльності, можливе і при більш тривалих термінах клінічної смерті за умови заходів, ужитих одночасно і навіть через деякий час після основних реанімаційних заходів. Ці заходи (підвищення системного АТ, поліпшення реологічних показників крові, штучна вентиляція легень, гормональна терапія, детоксикація у вигляді гемосорбції, плазмаферезу, очищення організму, обмінного переливання крові й особливо донорського штучного кровообігу, а також деякі фармакологічні впливи на мозок) нейтралізують післяреанімаційні патогенні фактори і достовірно полегшують перебіг так званої післяреанімаційної хвороби.
Після клінічної смерті настає біологічна, тобто справжня смерть, розвиток якої виключає можливість оживлення. При клінічній смерті необхідні реанімаційні заходи та інтенсивна терапія.
Через труднощі розмежування оборотного й необоротного станів реанімаційну допомогу необхідно розпочинати в усіх випадках раптової смерті і вже в ході оживлення уточнювати ефективність заходів і прогноз для хворого. Це правило не поширюється на випадки з вираженими зовнішніми ознаками біологічної смерті (гіпостатичні плями, задубіння м'язів).